# Magyarszarvaskend község
Magyarszarvaskend község (románul: Comuna Cornești) község Kolozs megyében, Romániában. Központja Magyarszarvaskend, beosztott falvai Alsótők, Esztény, Felsőtők, Kisigrice, Lózsárd, Móró, Ónok, Tötör.

## Fekvése
A Kolozsvári-dombság és a Dési-dombság között, a Lózsárd-patak völgyében helyezkedik el, 300–650 méter tengerszint feletti magasságon. Szomszédos községek északon  Alparét, délen Nagyiklód, keleten Kecsed, nyugaton  Doboka és Páncélcseh. A legközelebbi város, Szamosújvár 30 kilométerre, a megyeközpont Kolozsvár 45 kilométerre található.

## Népessége
1850-től a népesség alábbiak szerint alakult:
| Lakosok száma | 3553 | 3667 | 4332 | 4984 | 5520 | 3489 | 1967 | 1809 | 1493 | 1325 |
|               | 1850 | 1880 | 1900 | 1930 | 1941 | 1977 | 1992 | 2002 | 2011 | 2021 |

A 2011-es népszámlálás adatai alapján a község népessége 1493 fő volt, melynek 80,11-a román, 12,53%-a magyar  és 3,42%-a roma Vallási hovatartozás szempontjából a lakosság 75,55%-a ortodox, 8,64%-a református, 8,1%-a pünkösdista és 1,88%-a római katolikus.

## Nevezetességei
A község területéről az alábbi épületek szerepelnek a romániai műemlékek jegyzékében:
- az alsótőki református templom (LMI-kódja CJ-II-a-B-07782)
- az esztényi református templom (CJ-II-m-B-07766, tévesen Várfalva községhez rendelve)
- a felsőtőki református templom (CJ-II-a-B-07783)
- a lózsárdi Szent Mihály és Gábriel arkangyalok fatemplom (CJ-II-m-B-07691)
- a magyarszarvaskendi Nagyboldogasszony-templom (CJ-II-m-B-07579)
- a tötöri Szent Illés próféta templom (CJ-II-m-B-07784)
- a tötöri Szent Mihály és Gábriel arkangyalok fatemplom (CJ-II-m-B-07785)